# Sven Agge
Pour les articles homonymes, voir Agge.
Sven Ingvar Agge, né le 16 juin 1925 et mort le 5 février 2004, est un biathlète suédois.

## Biographie
Aux Championnats du monde 1959, il décroche la médaille de bronze à l'individuel derrière les Sovietiques Vladimir Melanin et Dmitri Sokolov.
Il participe aux Jeux olympiques d'hiver de 1960, où il est 16e de l'individuel.

## Palmarès

### Championnats du monde
- Courmayeur 1959 :
  -  Médaille d'argent par équipes.
  -  Médaille de bronze sur l'individuel.